# United Nations Population Award
United Nations Population Award – nagroda przyznawana corocznie przez Komitet ds. United Nations Population Award osobie lub instytucji w uznaniu wybitnych zasług dla populacji i zdrowia reprodukcyjnego. Ustanowiona przez Zgromadzenie Ogólne ONZ w 1981 roku rezolucją 36/201, po raz pierwszy przyznane w 1983 roku. Nagrodę stanowią złoty medal, dyplom i nagroda pieniężna. Komitet przyznający nagrodę składa się z przedstawicieli 10 państw, Sekretarza Generalnego i dyrektora wykonawczego UNFPA.